# انتخابات مجلس الأمن التابع للأمم المتحدة 1998
أُجريت انتخابات مجلس الأمن التابع للأمم المتحدة لعام 1998 في 8 أكتوبر 1998 في مقر الأمم المتحدة في مدينة نيويورك خلال الدورة الثالثة والخمسين للجمعية العامة للأمم المتحدة. انتخبت الجمعية العامة الأرجنتين وكندا وماليزيا وناميبيا (لأول مرة) وهولندا أعضاءً غير دائمين في مجلس الأمن التابع للأمم المتحدة لمدة سنتين تبدأ في 1 يناير 1999.

## القواعد
يتألف مجلس الأمن من 15 مقعدًا، يشغلها خمسة أعضاء دائمين وعشرة أعضاء غير دائمين. وفي كل عام، يتم انتخاب نصف الأعضاء غير الدائمين لمدة عامين.   ولا يجوز للعضو الحالي أن يترشح على الفور لإعادة انتخابه. 
وفقًا للقواعد التي يتم بموجبها تناوب المقاعد العشرة غير الدائمة في مجلس الأمن بين الكتل الإقليمية المختلفة التي تقسم إليها الدول الأعضاء في الأمم المتحدة تقليديًا لأغراض التصويت والتمثيل،  يتم تخصيص المقاعد الخمسة المتاحة على النحو التالي:
- مقعد للدول الأفريقية
- مقعد لبلدان المجموعة الآسيوية (الآن مجموعة آسيا والمحيط الهادئ)[6]
- مقعد لأمريكا اللاتينية ومنطقة البحر الكاريبي
- مقعدان لمجموعة دول أوروبا الغربية ودول أخرى

## المرشحون
وكان هناك ستة مرشحين للمقاعد الخمسة. وفي مجموعات أفريقيا وآسيا وأمريكا اللاتينية ومنطقة البحر الكاريبي، كان هناك مرشح واحد لكل مجموعة: ناميبيا، وماليزيا، والأرجنتين، على التوالي. وفي مجموعة أوروبا الغربية ودول أخرى، كان المرشحون الثلاثة للمقعدين هم كندا، واليونان وهولندا.

## النتائج
تم التصويت بالاقتراع السري. بالنسبة لكل مجموعة جغرافية، يمكن لكل دولة عضو التصويت لصالح أكبر عدد ممكن من المرشحين. وكان هناك 176 بطاقة اقتراع في كل من الانتخابات الثلاثة.

### الدول الأفريقية والآسيوية
| نتائج انتخابات الدول الأفريقية والآسيوية | نتائج انتخابات الدول الأفريقية والآسيوية |
| ---------------------------------------- | ---------------------------------------- |
| الدولة                                   | الجولة الأولى                            |
| ماليزيا                                  | 174                                      |
| ناميبيا                                  | 167                                      |
| الفلبين                                  | 1                                        |
| السنغال                                  | 1                                        |
| زيمبابوي                                 | 1                                        |

### دول أمريكا اللاتينية ومنطقة البحر الكاريبي
| نتائج الانتخابات في دول أمريكا اللاتينية ومنطقة البحر الكاريبي | نتائج الانتخابات في دول أمريكا اللاتينية ومنطقة البحر الكاريبي |
| -------------------------------------------------------------- | -------------------------------------------------------------- |
| الدولة                                                         | الجولة الأولى                                                  |
| الأرجنتين                                                      | 171                                                            |
| تشيلي                                                          | 1                                                              |
| ممتنعون                                                        | 4                                                              |

### مجموعة أوروبا الغربية ودول أخرى
| نتائج انتخابات دول أوروبا الغربية ودول أخرى | نتائج انتخابات دول أوروبا الغربية ودول أخرى |
| ------------------------------------------- | ------------------------------------------- |
| الدولة                                      | الجولة الأولى                               |
| كندا                                        | 131                                         |
| هولندا                                      | 122                                         |
| اليونان                                     | 87                                          |
| ممتنعون                                     | 1                                           |

## روابط خارجية
- وثيقة الأمم المتحدة GA/9474